# Língua yugambal
Yugambal (Yugumbal, Jukambal), ou Yugumbil (Jukambil), é uma língua aborígene australiana falada no norte de Nova Gales do Sul. 

## Classificação
Yugambal pode ter sido uma língua Kuric. Porém, pode ter sido confundida com o dialeto Bundjalung da língua yugambeh na literatura, o que prejudica uma classificação confiável..
O status da língua é incerto. Alguns falantes de línguas conhecidos, incluindo Sira Draper, Hughie Green e Archie Green, estavam vivos em meados do século XX, não se sabendo se ainda há outros falantes. 

## Estudos
Há pouca descrição da língua. RH Matthews publicou uma gramática básica da língua Yugambal em 1902, enquanto listas de palavras feitas pr Tenterfield, Glen Innes e Ashford forneceram dados limitados dos dialetos Ngarrabul, Kwiambal e Marbul.  John Macpherson (1902; 1904; 1930; 1931; 1934; 1939) e Thomas Wyndham (1889; 1895) viveram entre s Yugambals e Ngarrabuls por algum tempo, e publicaram os registros dos vocabulários Yugambal e Ngarrabul e também sobre práticas e tradições culturais e religiosas. Há também muitos cadernos inéditos de John Macpherson e outros pesquisadores do século XIX e início do século XX que contêm registros da língua Yugambal.